# Sindicat d'Estudiants
El Sindicat d'Estudiants (Sindicato de Estudiantes en castellà) és la principal organització estudiantil a l'Estat espanyol. Es defineix com d'esquerres, anticapitalista, feminista i revolucionari. La seua orientació política és marxista i la seua estratègia permanent de lluita és la unitat amb la classe treballadora. La tàctica que adopta és el front únic amb les organitzacions polítiques i sindicals de la classe obrera. La seua direcció en l'actualitat pertany, majoritàriament, al Corrent marxista internacional.
Agrupa estudiants dels nivells d'Educació Secundària Obligatòria, Batxillerat, Formació Professional i Universitat de l'educació pública i privada concertada. Amb més de 20.000 afiliats, ha dirigit, pràcticament, la totalitat de les mobilitzacions estudiantils recents, contra la LOU, la Llei de Qualitat o la recent LOE, així com ha participat en altres com el moviment contra la Guerra d'Iraq i contra l'especulació de l'habitatge.
Fundat en 1986 pels membres de la revista (Nou Claredat, ara El Militant) va participar en les Lluites estudiantils de 1986-1987, en les quals es va aconseguir la gratuïtat del Batxillerat i l'increment de les beques, entre altres reivindicacions. Les seues reivindicacions estan centrades en la millora de la qualitat de l'ensenyança pública, la defensa de la laïcitat de l'ensenyança, el reconeixement del dret de sobra als estudiants d'ensenyances mitjanes i la supressió de les proves d'accés a la universitat, més conegudes a Espanya com a selectivitat.
L'any 1994 va tenir una greu crisi a nivell estatal, per diferències polítiques, que va acabar amb l'eixida de la direcció de diversos dels seus dirigents, incloent el que era, fins llavors, el seu secretari general, Gorka Asiaín. A Aragó les diferències eren de tota l'organització i des de llavors no existix com a tal el S.E. en el seu lloc, existix des de llavors el Sindicat d'Estudiants d'Esquerres.

## Funcionament del Sindicat d'Estudiants
El Sindicat d'Estudiants és una organització democràtica que, a distints nivells, funciona basant-se en les decisions dels seus afiliats. En cada centre d'estudis en què hi haja prou nombre d'afiliats es constituïx una secció sindical, o assemblea d'afiliats, en la qual les decisions relatives al centre i els seus problemes es prenen pels mateixos afiliats.
La secció sindical. 
La secció sindical de centre d'estudis o assemblea d'afiliats és la cèl·lula bàsica del Sindicat d'Estudiants. Es reunix amb una periodicitat mínima d'una vegada al mes per a l'anàlisi dels problemes del centre d'estudis, les campanyes a nivell provincial o estatal de l'organització, la discussió de qualsevol proposta dels afiliats i la presa de decisions. Esta assemblea tria un "comité de responsables", revocables en tot moment, encarregats de coordinar tot el treball de l'assemblea i la realització de propostes a esta.
El comité de responsables. 
En l'assemblea d'afiliats es tria, entre tots els membres de la secció sindical, una sèrie de responsables de diversos àmbits. Cada un d'ells té la labor de coordinar una part del treball que realitza tota l'assemblea. Si bé hi ha un model general de càrrecs que no és tancat, perquè una situació característica en un centre d'estudis pot requerir un responsable concret, o fins i tot diversos. No obstant això, el comité de responsable es compon de:
- Coordinador.  S'encarrega de coordinar el treball dels afiliats, assegurant que cada un participen en les tasques de l'organització. A més, és el vincle entre la secció sindical i l'assemblea local, provincial o, si no n'hi ha, estatal, a l'hora de transmetre els acords presos per la secció sindical. De la mateixa manera, assegura que la informació de les estructures provincials i estatals arriben al conjunt de la seua assemblea.

- Responsable de finances. La seua tasca se centra a coordinar tota l'activitat econòmica de la secció: arreplega de quotes dels afiliats, objectius econòmics, campanyes per recaptar fons...

- Responsable d'acció sindical. La seua tasca consistix a articular i transmetre les reivindicacions de la secció sindical als òrgans de representació del centre d'estudis (Consell Escolar o Junta de Facultat). Per tant, el responsable d'acció sindical sol ser membre d'algun dels dits òrgans.

- Responsable de propaganda. Organitza tot el que es referix al repartiment de propaganda en el centre d'estudis, entre els afiliats i en les mobilitzacions. La seua tasca consistix a transmetre al màxim les idees de l'organització, en pamflets, octavilles, cartells, cartes, etc. Si en el centre hi ha algun periòdic, és l'encarregat de participar-hi.

Manifestació, del sindicat d'estudiants contra la guerra d'Iraq
- Responsable de cultura. Les activitats culturals, polítiques o esportives que l'assemblea d'afiliats decidisca realitzar han de ser coordinades pel responsable de cultura. Este tipus d'activitats solen tindre un contingut reivindicatiu, de manera que valen per acostar les exigències i idees de l'organització a gent als que en un principi no els hagueren arribat. Executives provincials i Executiva estatal com a organització d'àmbit estatal, el Sindicat d'Estudiants compon òrgans de decisió a nivell tant provincial com estatal. L'Executiva estatal és l'òrgan de decisió més important del Sindicat. Es compon d'afiliats a l'organització de tot l'Estat triats democràticament pels delegats al Congrés, que se celebra cada dos anys, aproximadament. L'executiva estatal contracta "alliberats" a proposta pròpia o de les executives provincials o locals.[5] El Congrés és el màxim òrgan del Sindicat d'Estudiants. Es reunix cada dos anys i es compon de tota la militància i els delegats triats entre tots els afiliats de cada secció. El congrés decideix el programa d'acció del Sindicat d'Estudiants i tria l'Executiva estatal i el/la secretari/a general. L'actual secretaria general és Coral Latorre, escollida per primera vegada l'any 2019 pel XIX Congres Estatal.[6]

## Secretaris/es Generals
| Període   | Secretari General               |
| --------- | ------------------------------- |
| 1986-1990 | Juan Ignacio Ramos Gómez        |
| 1990-1991 | José Antonio Sequeiros          |
| 1991-1994 | Gorka Asiaín Riezu Zabalza      |
| 1994-1996 | Bárbara Areal Casset            |
| 1996-2000 | Juan Manuel Municio Castellanos |
| 2000-2004 | Miriam Municio Castellanos      |
| 2004-2008 | Juan José López García          |
| 2008-2013 | Tohil Delgado Conde             |
| 2013-2019 | Ana García Rubio                |
| 2019-     | Coral Latorre                   |

## Últimes lluites
L'any 2016 el Sindicat d'Estudiants s'ha centrat en dues lluites concretes per defensar una educació pública i de qualitat.
La primera fou contra el 3+2 i la LOMCE, es va convocar una vaga el 13 i el 14 d'abril per manifestar-se en contra dels dos decrets del Partit Popular. Les diverses manifestacions van reunir 10.000 estudiants a Barcelona més de 20.000 a Madrid i milers a A Coruña, Vigo, Ferrol, Riveira, Oviedo, Gijón, Ponferrada, Zamora, Bilbo, Donosti, Iruña, Gasteiz, Saragossa, Lleida, Girona, Tarragona, Barcelona, Vielha e Mijaran, Mallorca, Formentera, Eivissa, València, Callosa de Segura, Guadalajara, Cadis, Huelva, Montilla, Granada, Algesires, Almeria, Villaverde del Río, Màlaga, Càceres, Tenerife, Gran Canaria, Los Realejos… i altres localitats de l'Estat.

### El Sindicat d'Estudiants i la victòria en contra de les revàlides franquistes
A l'iniciar el curs el Sindicat d'Estudiants va convocar una vaga en contra del decret de les revàlides franquistes aprovat pel govern en funcions del PP durant l'estiu, la data proposada va ser el 26 d'octubre. El mes anterior a aquest dia es van celebrar centenars d'assemblees estudiantils en diverses de ciutats i instituts per preparar la convocatòria.
La vaga va rebre suports de molts sindicats i partits, a més de quantitat de solidaritat internacional de tot el món: EUA, Austràlia, Xina (on a Hong Kong hi va haver problemes amb estudiants agredits per la policia), Bèlgica, Anglaterra, Gal·les, Escòcia, Irlanda, Sud-àfrica, Portugal, Mèxic… amb concentracions davant les ambaixades espanyoles del corresponent país.
El 26O va suposar una jornada històrica i impressionant pel moviment estudiantil, la vaga va aconseguir un seguiment proper al 92% i va treure més de 200.000 estudiants a les diferents manifestacions a tot l'Estat: 100.000 a Madrid (on es va convocar amb professors i pares i mares), més de 50.000 a Barcelona, 10.000 a Bilbo, 5.000 a Donosti, milers a Gasteiz i Iruña. Més de 10.000 a València, milers a Alacant i a altres localitats. 5.000 a A Coruña, 3.000 a Ferrol, milers a Gijón i Oviedo, 5.000 a Saragossa, 15.000 a Granada, 10.000 a Sevilla, més de 7.000 a Màlaga, 2.000 a Càdiz, milers a Almeria i Huelva, Canàries, Les Illes (gran manifestació a Palma i altres localitats, també a Eivissa, Menorca i Formentera), milers de persones a Extremadura, Castella i Lleó, Castella La Manxa, Cantàbria, Murcia... i a desenes de pobles i ciutats més.
Dies després l'organització es donava a conèixer una nova convocatòria el dia 24 de novembre, un mes després, per donar continuïtat a la lluita en vista a que el govern plantejava la derogació de les revàlides tot i no especificar res. Durant el mes següent es va obrir un debat al Congrés i als mitjans de comunicació sobre la LOMCE i, en concret, sobre les revàlides.
Altre cop, desenes de centenars d'assemblees estudiantils massives es van dur a terme a ciutats i instituts per impulsar la convocatòria, mentre diferents sindicats, partits i assossiciacions donaven suport a la vaga.
El 24N va tornar a treure desenes de milers d'estudiants arreu de l'estat per protestar en contra les revàlides dient que no se'ls enganya, que volien acabar amb la LOMCE i les revàlides, i que no es conformaven amb una paralització.
Les setmanes següents el Govern va anar derogant una per una totes les proves fins a deixar-les com un retorn a la selectivitat.